# Кыз узату
Кыз узату, қыз ұзату — казахский национальный обряд. После договоренности сватов собиралась вся родня девушки и готовилась к обряду узату той. За 2—3 дня до свадьбы приезжает жених с 5—6 друзьями, чтобы сделать подарки: сүт ақысы (за молоко матери), тоймалы, жыртыс и калым, посвященные различным обычаям. Женщины встречают их за аулом. Братья и сестры невесты (балдыздар) за привязывание лошади жениха (жезде) получали подарок «ат байлар». Жениха и его друга приводит к снохе невесты (жеиге). После всего этого готовятся к обрядам Кыз узату. К ним относятся көпшік қыстырар, шашу, табалдырық аттау, бата жасау и др.